# Edmundo M. Sánchez
El general Edmundo M. Sánchez fue un militar mexicano que participó en la Revolución mexicana. Se incorporó al movimiento constitucionalista en 1913. Alcanzó el grado de general brigadier, y en 1929 combatió a la rebelión escobarista.  